# Trenkoslipy
Trenkoslipy jakožto druh pánského spodního prádla jsou pokusem zaplnit mezeru na trhu mezi vyznavači slipů a trenýrek – většinou jde o slipy s krátkými nohavičkami z měkčího a pružnějšího materiálu než klasické trenýrky. Pokusy nahradit je tzv. boxerkami se setkávají s nelibostí části populace.